# The Supremes
The Supremes là một nhóm hát nữ của Mỹ, một trong những nhóm nghệ sĩ chủ đạo của Motown Records trong suốt thập niên 1960. Được thành lập với tên gọi ban đầu The Primettes tại Detroit, Michigan năm 1959, những nhạc phẩm của The Supremes thuộc các thể loại doo-wop, pop, soul, nhạc kịch Broadway và disco. Họ là những nghệ sĩ thành công nhất về thương mại trong đội ngũ Motown, với tổng cộng 12 đĩa đơn giành được vị trí quán quân tại Billboard Hot 100. Hầu hết những hit này được viết và sản xuất bởi nhóm sản xuất và sáng tác chính của Motown, Holland-Dozier-Holland. Vào thời điểm giữa những năm 1960, The Supremes đã cạnh tranh với The Beatles về độ nổi tiếng trên toàn thế giới, và thành công của họ cũng góp phần mở đường cho những thành công chủ đạo cho những nhạc sĩ R&B và soul sau này.
Những thành viên đầu tiên là Florence Ballard, Mary Wilson, Diana Ross và Betty McGlown, tất cả đều xuất thân từ khu nhà trợ cấp Brewster-Douglass ở Detroit, đã sáng lập nhóm The Primettes như một nhóm nhạc chị em của The Primes (với Paul Williams và Eddie Kendricks, người sau đó đã thành lập nhóm The Temptations). Barbara Martin thay thế McGlown vào năm 1960, sau đó một năm, nhóm nhạc gia nhập Motown và trở thành The Supremes. Martin rời khỏi nhóm vào đầu năm 1962, và Ross, Ballard cùng Wilson đã trở thành một tam ca.
Trong suốt giữa thập niên 1960, The Supremes đã nhận được thành công lớn với Ross trong vai trò ca sĩ hát chính. Năm 1967, chủ tịch hãng Motown, Berry Gordy đã đổi tên nhóm thành Diana Ross & The Supremes và thay thế Ballard bởi Cindy Birdsong. Ross rời khỏi nhóm và bắt đầu sự nghiệp solo năm 1970, thay thế là Jean Terrell, và lúc đó nhóm đã quay trở lại tên gọi cũ The Supremes. Năm 1972, đội ngũ The Supremes đã thay đổi liên tục, Lynda Laurence, Scherrie Payne và Susaye Greene tất cả đều đã từng là thành viên Supremes trong giữa thập niên 1970. The Supremes tan rã năm 1977 sau 18 năm hoạt động.